# Dysphania arcuata
Dysphania arcuata är en fjärilsart som beskrevs av Max Joseph Bastelberger 1907. Dysphania arcuata ingår i släktet Dysphania och familjen mätare. Inga underarter finns listade i Catalogue of Life.